# Viile Apei, Maramureș
Viile Apei (în maghiară Apahegy) este un sat ce aparține orașului Seini din județul Maramureș, Transilvania, România.

## Istoric
Prima atestare documentară: 1909 (Viile-Apei, Apahegy, cătun al localității Apa). 

## Etimologie
Etimologia numelui localității: din Vie, pl., art. (< subst. vie „plantație de viță-de-vie" < lat. vinea) + Apa, la genitiv (< top. Apa, com. în jud. Satu Mare < antrop. Apai). 

## Demografie
La recensământul din 2011, populația era de 628 locuitori. 

## Lăcaș de cult
Biserica ortodoxă a primit hramul Sfinții Arhangheli Mihail și Gavril în 1929, parohia din localitate fiind înființată în 1925 și inițial aparținea de localitatea Racșa Vii.